# Eugene Chafin

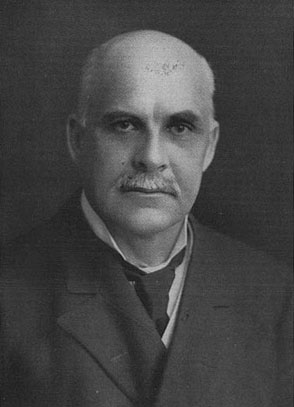
Eugene Chafin in 1908

Eugene Wilder Chafin (East Troy, Wisconsin 1 november 1852 - Waukesha, Wisconsin 30 november 1920), was een Amerikaans politicus van de Prohibition Party.

## Biografie
Eugene Wilder Chafin werd op 1 november 1852 geboren op een boerderij in East Troy, Wisconsin waar hij zijn jeugd doorbracht. Hij studeerde rechten aan de Universiteit van Wisconsin en was werkzaam als advocaat op het advocatenkantoor Chafin & Parkinson in Waukesha (1876-1900). 
Eugene Wilder Chafin was lid van de Prohibition Party en in 1882 en 1902 kandidaat voor het Congres van de Verenigde Staten (resp. Wisconsin en Chicago). In 1886 en in 1900 was hij kandidaat voor het advocaat-generaalschap van de staat Wisconsin, in 1898 voor het gouverneurschap van die staat, en voor het advocaat-generaalschap van Illinois in 1904. 
In 1908 werd Chafin in de balie van het Amerikaanse Hooggerechtshof gekozen. In hetzelfde jaar verhuisde hij naar Arizona en probeerde bij de verkiezingen een zetel in de Senaat te veroveren.
Bij de Amerikaanse presidentsverkiezingen van 1908 en in 1912 was hij presidentskandidaat voor de Prohibition Party.
Zijn einde kwam tragisch: bij een brand in november 1920 in een theater te Waukesha raakte Chafin ernstig gewond en hij overleed op 20 november 1920 in zijn woonplaats aan zijn verwondingen. Eugene W. Chafin werd 69 jaar.

## Persoonlijk
Chafin trouwde op 24 november 1881 met Carrie A. Hunkins. Het echtpaar kreeg één dochter.
Eugene Wilder Chafin was een overtuigd geheelonthouder en werd in 1867 lid van de geheelonthoudersfraterniteit Good Templars en bekleedde leidende functies binnen deze organisatie. Van 1886 tot 1890 was hij Grand Chief Templar.
Eugene W. Chafin was actief binnen de Methodistische Kerk. Hij was o.a. president van de Waukesha Bible Society.

## Werken
- Voters' Handbook, (1876)
- Lives of the Presidents, (1896)
- Lincoln, the Man of Sorrow, (1908)
- Washington as a Statesman, (1909)